# Abzac (Gironda)
 Abzac  es una población y comuna francesa, en la región de Aquitania, departamento de Gironda, en el distrito de Libourne y cantón de Coutras.

## Demografía
| 1452 | 1474 | 1426 | 1475 | 1472 | 1599 |
| Para los censos de 1962 a 1999 la población legal corresponde a la población sin duplicidades (Fuente: INSEE [Consultar]) |      |      |      |      |      |